# Encyklopedický ústav Slovenské akademie věd
Encyklopedický ústav Slovenské akademie věd (EnÚ SAV; do roku 1970 Encyklopedický kabinet Slovenské akademie věd) je pracoviště Slovenské akademie věd, specializované na přípravu a vydávání encyklopedických děl. Jeho hlavní činností je vydávání všeobecné encyklopedie Encyclopaedia Beliana. Ústav sídlí na Bradáčově ulici v bratislavské Petržalce, ředitelkou je Tatiana Šrámková.

## Historie
Ústav vznikl 1. června 1959 pod názvem Encyklopedický kabinet SAV jako jediné specializované encyklopedické pracoviště na Slovensku. Prvním ředitelem se stal Štefan Pisoň. Kabinet měl v době vzniku 8 pracovníků, kteří pocházeli ze slovníkového odboru vydavatelství Osveta. Na začátku kabinet jen připravoval slovacikální hesla do čtyřsvazkového Příručního slovníku naučného a oponoval slovacikální hesla jiným encyklopedickým institucím. V roce 1968 se dočasným vedoucím stal Ján Hudák, 1. srpna 1968 externím vedoucím Miroslav Kropilák, 1. března 1970 interním vedoucím Milan Strhan a 19. listopadu 1970 externím vedoucím Ján Tibenský.
Rozhodnutím předsednictva SAV z 31. srpna 1970 byl Encyklopedický kabinet přejmenován na Encyklopedický ústav. V roce 1971 měl ústav už 26 pracovníků. Roku 1972 se jeho ředitelem stal Jozef Veľký. V letech 1979–1990 byl ředitelem ústavu Jozef Vladár. V roce 1989 měl ústav už 54 pracovníků, avšak po roce 1991 se tento počet snížil na 11. V roce 1990 se vrátil do ústavu Milan Strhan, který do roku 1992 působil jako ředitel, po něm stál v čele až do roku 2014 Peter Červeňanský. Vystřídala ho Zuzana Vargová, která byla 1. října 2014 nejprve pověřena řízením ústavu, od 1. dubna 2015 jako ředitelka.

## Činnost
Od roku 1994 je hlavní činností ústavu vydávání první velké slovenské všeobecné encyklopedie Encyclopaedia Beliana.